# Зниклий шлях
«Зниклий шлях» («See kadunud tee») — радянський художній фільм 1990 року, знятий режисером Яаном Колбергом на кіностудії «Талліннфільм».

## Сюжет
За мотивами творів Августа Мялка. Після смерті матері Юліус виховується у родині рибалки. Закінчивши школу, герой залишає рибальське селище і їде до міста на пошуки батька, від якого багато років не отримував звісток.

## У ролях
- Тармо Койдла — Юліус
- Антс Андер — Тааві
- Діана Кокла — Сессі
- Райне Лоо — Крістійне
- Хельгі Аннаст — Лійсу
- Ене Ряммельд — Сальме, буфетниця
- Кійрі Тамм — Хілка
- Аго Роо — Яан
- Ханнес Кальюярв — Март
- Лембіт Ульфсак — Прітс
- Луулі Коміссаров — Марта
- Тину Тепанді — Оскар
- Воллі Кяро — Юхан
- Маргус Вілл — Орге Хейно
- Терьє Пенніе-Колберг — жінка у підвальній квартири
- Маті Клоорен — Йоодік, батько Йоонаса
- Яан Рейнтам — епізод
- Валдек Кійвер — соліст Крістус
- Волдемар Паавел — Сілма Лаас
- Майт Меенсалу — епізод
- Є. Криман — епізод
- Рональд Колманн — епізод
- Аво Лійк — епізод
- Вяйно Лаєс — Рійда Оскар
- Інгрід Горбатов — епізод
- Х. Піхлакас — епізод
- Х. Рауде — епізод
- Мікк Рауде — епізод
- Яан Колберг — епізод
- Тоомас Сууман — епізод

## Знімальна група
- Режисер — Яан Колберг
- Сценарист — Яан Колберг
- Оператор — Рейн Котов
- Композитор — Кульдар Сінк
- Художник — Ервін Иунапуу